# Betão (político)
Betão (Juiz de Fora), é um político brasileiro, filiado ao PT. Nas eleições de 2022, foi eleito deputado estadual por MG.